# Michigan durant la guerre de Sécession

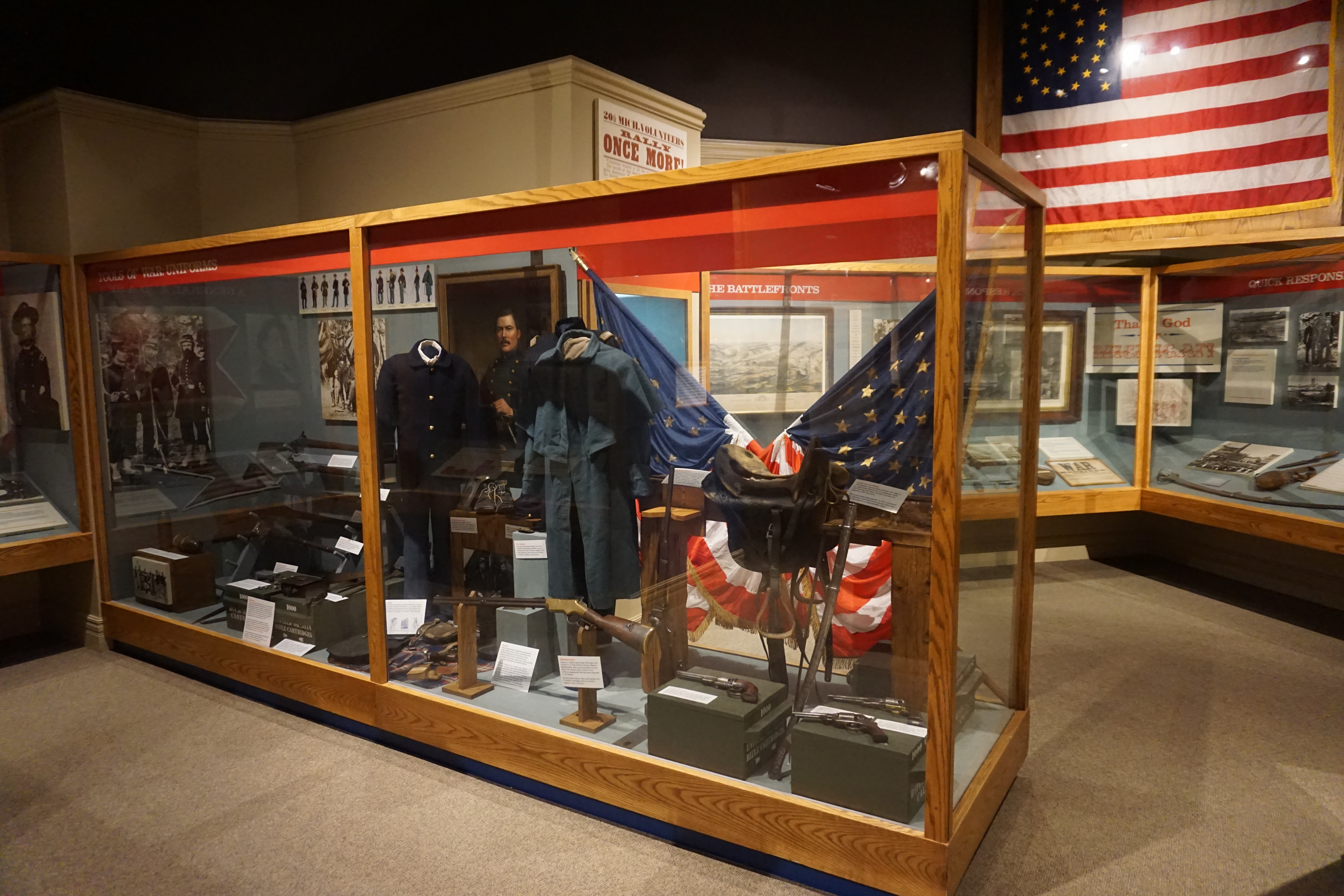
Exposition sur le Michigan durant la guerre de Sécession au musée d'histoire du Michigan

Le Michigan apporte une contribution substantielle à l'Union pendant la guerre de Sécession. Alors que l'État lui-même est loin des théâtres des combats, le Michigan fournit un grand nombre de troupes et plusieurs généraux, dont George Armstrong Custer. Lorsque, au début de la guerre, le Michigan doit fournir pas plus de quatre régiments, le gouverneur Austin Blair en envoie sept.

## Avant la guerre
Avant la guerre de Sécession, le président James Buchanan prend une position faible face à la crise de sécession du Sud imminente. Le secrétaire d'État Lewis Cass du Michigan, un homme d'état âgé de 78 ans qui a été sénateur des États-Unis du Michigan et gouverneur du territoire du Michigan, démissionne du cabinet de Buchanan en signe de protestation, remarquant qu'« il a vu naître la Constitution et maintenant craint de la voir mourir ».
En décembre 1860, la Caroline du Sud devient le premier État à faire sécession de l'Union. Le gouverneur sortant Moses Wisner (en) prononce un discours devant l'assemblée législative du Michigan pour défendre l'Union et la Constitution, déclarant : « ce n'est pas le moment pour des conseils timides et vacillants, lorsque le cri de la trahison et de la rébellion retentit à nos oreilles ». Le 2 janvier 1861, Austin Blair est assermenté en tant que gouverneur, promettant une action énergique pour maintenir l'Union et punir la sécession. La législature est également fermement pro-unioniste ; lorsque la Virginie invite le Michigan à envoyer des délégués à la conférence de paix de Washington (en), l'assemblée législative adopte une résolution de refus selon laquelle « les concessions et les compromis ne doivent pas être offerts aux traîtres ».

## Contribution militaire
Au début de la guerre de Sécession, des régiments du Michigan sont levés pour répondre à l'appel du président Lincoln pour 75 000 volontaires (en). Les premiers volontaires du Michigan sont enrôlés dans l’armée sous le nom de 1st Michigan Infantry (en) le 1er mai 1861. Le 16 mai, le régiment arrive à Washington ; Lincoln aurait dit : « Dieu merci pour le Michigan ! » à l'arrivée des troupes.
Au cours de la guerre, quelque 90 000 hommes du Michigan (sur une population de 110 000 hommes en âge de combattre et environ 23% de la population masculine de l’État de 1860) servent dans les forces de l’Union. Ce chiffre comprend environ 1 600 soldats noirs. Le Michigan lève un total de 30 régiments d'infanterie, onze régiments de cavalerie, un régiment d'artillerie légère, deux batteries légères, deux compagnies de tireurs d'élite, et le 1st Michigan Engineers and Mechanics (en). Selon Frederick H. Dyer (en), un total de 14 753 officiers et hommes du rang du Michigan sont morts pendant la guerre, mais un « tableau d'honneur » préparé sur ordre de la législature du Michigan en 1869 contient 14 855 noms,.
Parmi les unités les plus célèbres on trouve le 24th Michigan Infantry (en), qui, en tant qu'unité de la brigade de fer, subit des pertes considérables lors de la bataille de Gettysburg tout en défendant le McPherson's Ridge (en). La brigade de cavalerie du Michigan (en)de George Armstrong Custer combat efficacement J.E.B. Stuart à Gettysburg sur l'East Cavalry Field (en).
Plusieurs généraux de l'Union sont originaires du Michigan : Custer, Elon J. Farnsworth, Byron Root Pierce (en), Orlando Metcalfe Poe, Israël Bush Richardson et Orlando B. Willcox. Dans une lettre adressée à sa femme, un soldat unioniste du Michigan détaille ses motivations pour se battre pour les États-Unis pendant la guerre, avant de mourir en 1864 :

« Plus j'apprends sur l'institution maudite de l'esclavage, plus je me sens prêt à endurer, pour sa destruction finale ... Après cette guerre, tout le pays subira un changement pour le mieux ... L'abolition de l'esclavage rendra digne le travail ; ce fait en soi va tout révolutionner ... Que les chrétiens utilisent toute leur influence pour que justice soit rendue aux Noirs(p125). »

## Pertes
« Ah! oui, plus d'une main qui a saisi vigoureusement ces hampes et conduit le fourgon, se trouvent maintenant en train de s'effondrer dans la tombe ; et pas seulement les porteurs de couleurs, mais près de 15 000 autres qui ont combattu à leurs côtés, la fleur du Michigan, ne sont pas revenus pour recevoir vos remerciements et les félicitations de leurs compatriotes reconnaissants. »

— Général O. B. Willcox, présentation des drapeaux de la guerre à l'Etat, le 4 juillet 1866.
14 753 soldats du Michigan meurent en service, environ un sur six qui sert. Au total, 4 448 de ces morts sont causés par des combats et le reste, plus de 10 000 par maladies, une peur constante dans les camps armés surpeuplés, avec des problèmes de nourriture, d’assainissement et d’exposition et des médicaments pré-modernes. Le Michigan subit les sixièmes plus fortes pertes parmi les États de l'Union (les pertes des troupes de couleur non étatiques dépassent également celles du Michigan).

## Front intérieur
Le Michigan participe activement à la guerre de Sécession en envoyant des milliers de volontaires. Une étude des villes de Grand Rapids et de Niles montre une vague écrasante de nationalisme en 1861, suscitant l'enthousiasme pour la guerre dans tous les segments de la société et dans tous les groupes politiques, religieux, ethniques et professionnels. Cependant, en 1862, les pertes se multiplient et la guerre se concentre de plus en plus sur la libération des esclaves en plus de la préservation de l’Union. Les démocrates copperheads qualifient la guerre d'échec. Les électeurs du Michigan restent divisés également entre les partis lors de l'élection présidentielle de 1864.